# Страутини (Алсвикская волость)
Страутини (латыш. Strautiņi) — населённый пункт в Алуксненском крае Латвии. Входит в состав Алсвикской волости. Находится у автодороги P34 (Синоле — Зелтини — Силакрогс). Расстояние до города Алуксне составляет около 10 км. По данным на 2015 год, в населённом пункте проживало 224 человека.

## История
В советское время населённый пункт входил в состав Алсвикского сельсовета Алуксненского района. В селе располагался совхоз «Страутини».